# José María Mato de la Paz
José María Mato de la Paz (Madrid, 1949) és un químic espanyol, director general del Centre de Recerca Cooperativa en Biociències, CIC-bioGUNE (Parc Tecnològic de Bizkaia) i antic President del Consell Superior d'Investigacions Científiques (1992-1996).
Llicenciat en bioquímica per la Universitat Complutense de Madrid el 1972 i Doctor per la Universitat de Leiden (Països Baixos) el 1978, s'ha especialitzat en xarxes metabòliques i de transducción de senyals bioquímicas en l'organisme humà, amb àmplia utilitat en hepatologia. Va treballar a l'Institut Nacional de la Salut dels Estats Units, i quan tornà el 1986 es va integrar a l'Institut d'Investigacions Biomèdiques "Alberto Sols" del CSIC, del que en fou director de 1990 a 1991.
Va pertànyer al Comitè Internacional de Bioètica de la UNESCO, i el 1997 va participar en l'elaboració de la Declaració Universal sobre el Genoma Humà i els Drets Humans de la UNESCO. De 1994 a 1997 va ser membre de l'Assemblea Europea de les Ciències i la Tecnologia.
Ha estat guardonat amb el Premi Nacional d'Investigació Gregorio Marañón i altres premis nacionals i internacionals per la seva activitat científica. També és acadèmic corresponent de la Reial Acadèmia de Ciències Exactes, Físiques i Naturals des de 2005. Actualment, es dedica al desenvolupament de tests genòmics.